# Tutmosis II

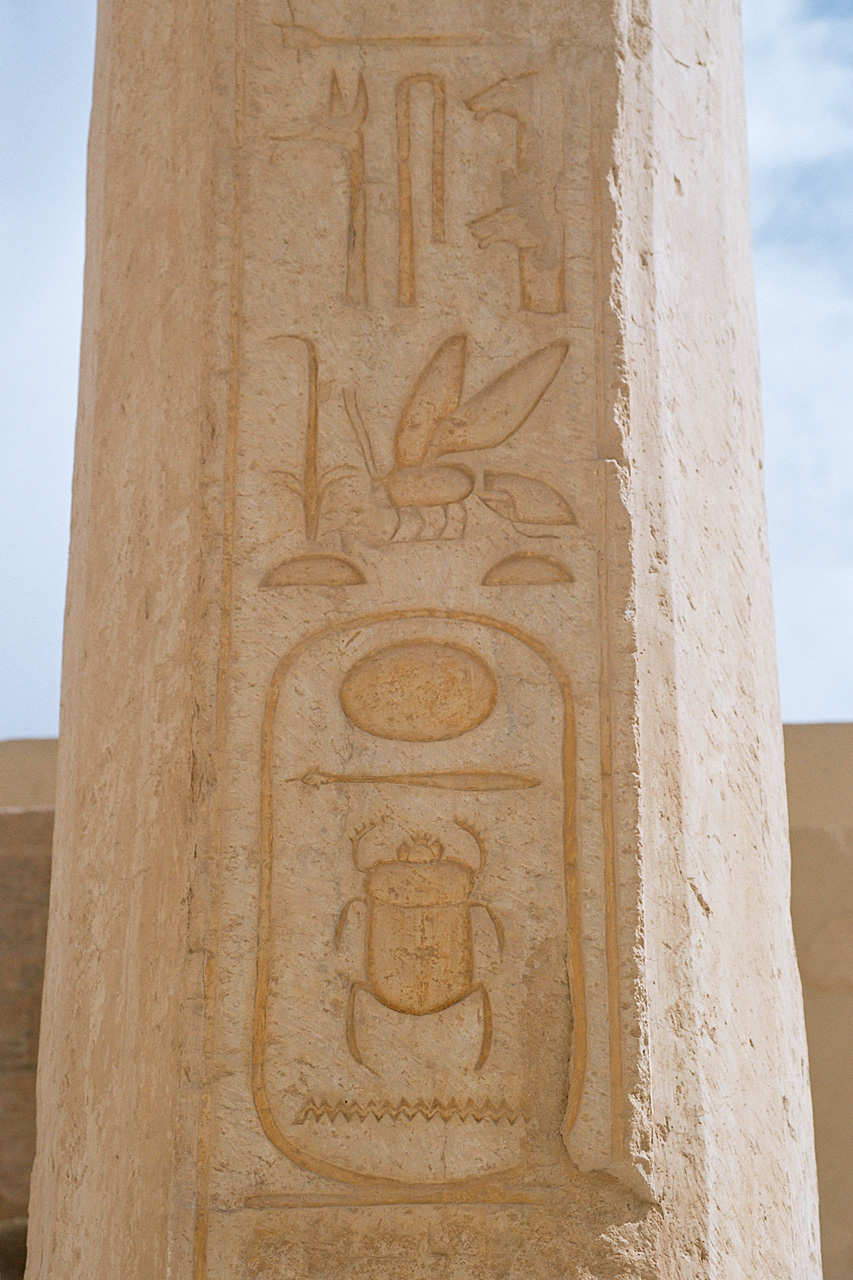
Inscripció al temple d'Hatshepsut amb el seu nom Aajeperenra en un cartutx

Tutmosis II fou el quart faraó de la dinastia XVIII. Va regnar des d'una data propera al 1490 aC fins al 1475 aC (uns 14 anys). El seu nom Horus fou Kanakhtuserpedjti; el Nebti Neternesit; el nom d'Horus d'or Sekhemkhepere; i el seu Nesut biti Akheperenre ('Gran és la forma de Ra'). El seu nom Sa Ra o personal volia dir 'Nascut del déu Tot".
La mort prematura dels seus germans grans Wadjmose i Amenmose el va convertir en hereu. Era el fill gran nascut de Mutnefert, reina secundària i germana d'Amosis, la reina principal.
Es va casar amb la seva germanastra Hatshepsut, filla gran de Tutmosis I i la reina Amosis, que probablement era més gran que ell. Hatshepsut va portar el títol d'«esposa d'Amon», que potser ja tenia abans de la mort de Tutmosis I.

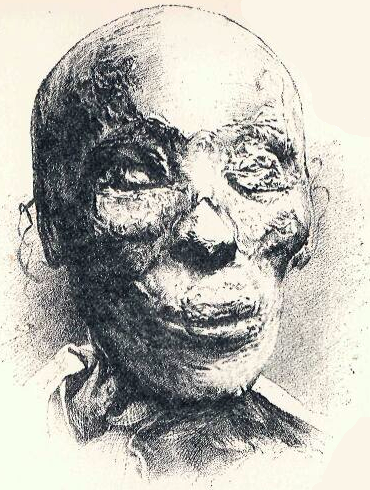
Cap momificat de Tutmosis II

Tutmosis II va tenir només un fill, Tutmosis III, amb una dona secundària anomenada Isis o Iset. El faraó el va nomenar successor, però després de la seva mort, com que el fill era molt jove, Hatshepsut va assolir la regència i va exercir com a faraona. També va tenir dues filles, una de les quals es deia Neferure i una altra possiblement Neferubity.
Sembla que era de constitució dèbil i potser ja en el seu regnat el poder efectiu va estar en mans d'Hatshepsut. Es coneixen dues campanyes en el seu regnat per una inscripció al temple de Deir al-Bari i una estela a Sehel, al sud d'Aswan.
La primera campanya fou a Kush, que es va revoltar en pujar al tron i els egipcis es van haver de refugiar a les fortaleses. Tutmosis va enviar un exèrcit que va aplanar la rebel·lió i va arribar a Kerma. Va matar tots els presoners i només va deixar un príncep, que fou portat a Egipte com a ostatge.
La segona fou contra els shasu, beduïns del Sinaí. En aquesta campanya, potser feta pel camí, va pujar per Síria i va arribar fins a Niya, va arribar a l'Eufrates, per tot seguit tornar a Egipte.
Va fer diverses construccions: un temple al nord de Madinet Habu conegut com a Shespet-ankh ('capella de la Vida'), que fou acabada pel seu fill i successor Tutmosis III; construccions a Karnak (també acabades pel seu fill); i edificis a Semna, Kumma i Elefantina.
Va morir quan tenia poc més de 30 anys. La seva tomba no s'ha identificat amb certesa.
La seva tomba fou violada per lladres de tombes i la seva mòmia va ser transferida a l'amagatall de Deir al-Bari, al dipòsit reial de mòmies on va ser reembolicada i restaurada. En 2025, la seva tomba, Wadi C-2, va ser identificada després d'haver-se trobat el 2022.